# 유엔 아랍어의 날

유엔 아랍어의 날(UN Arabic Language Day)은 아랍어에 대한 인식을 높이기 위해 제정된 날로, 날짜는 12월 18일이다. 이 기념일은 유엔 홍보국이 2010년에 "다언어 및 문화 다양성을 기념하고 기관 전체에서 여섯 개의 공용어를 동일하게 사용하도록 홍보하기 위해" 제정하였다.

## 같이 보기
- 유엔#언어
- 유엔 러시아어의 날
- 유엔 스페인어의 날
- 유엔 영어의 날
- 유엔 중국어의 날
- 유엔 프랑스어의 날